# 理容師養成施設指定規則
理容師養成施設指定規則（りようしようせいしせつしていきそく）は、1998年（平成10年）1月27日に、日本国の理容師法（昭和22年法律第234号）及び理容師法施行令（昭和28年政令第232号）に基づき平成10年厚生省令第5号として公布された省令である。

## 教育内容
- 必修課目
  - 関係法規・制度
  - 衛生管理
  - 理容保健
  - 理容の物理・化学
  - 理容文化論
  - 理容技術理論
  - 理容運営管理
  - 理容実習
- 選択必修課目